# Luttenberger*Klug
Luttenberger*Klug je popové duo z Štýrska, Rakousko. Tvoří jej Michelle Luttenberger (* 12. červenec 1990) a Chrissi Klug (* 5. únor 1989). 17. května 2007 získaly cenu Amadeus Austrian Music Award v kategórii singl roku národní se singlem Vergiss mich.
Jejich producent je Alexander Kahr, který má podepsanou smlouvu také s Christinou Stürmerovou a Nadinou Beilerovou.

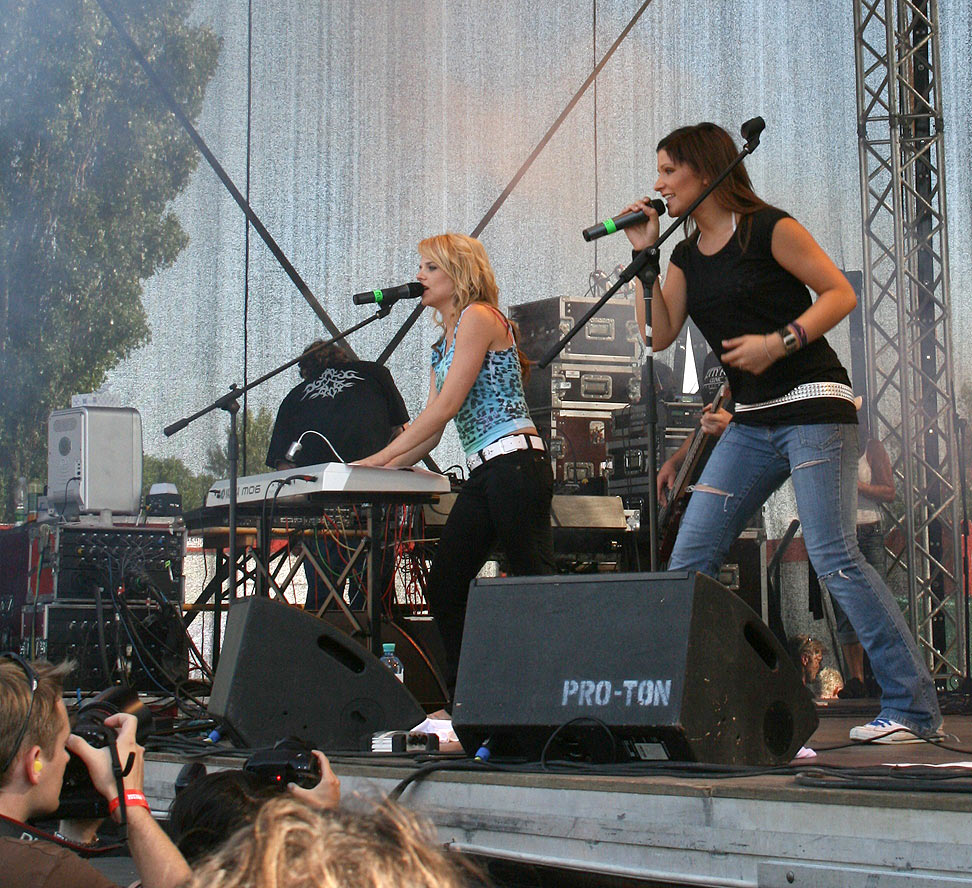
Luttenberger*Klug @ Donauinselfest 2007
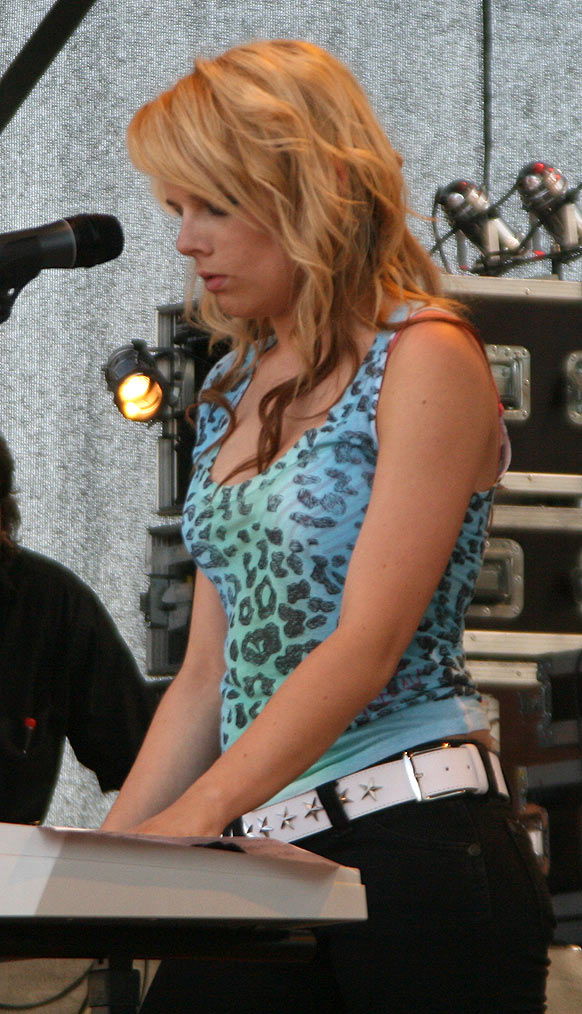
Michelle Luttenberger
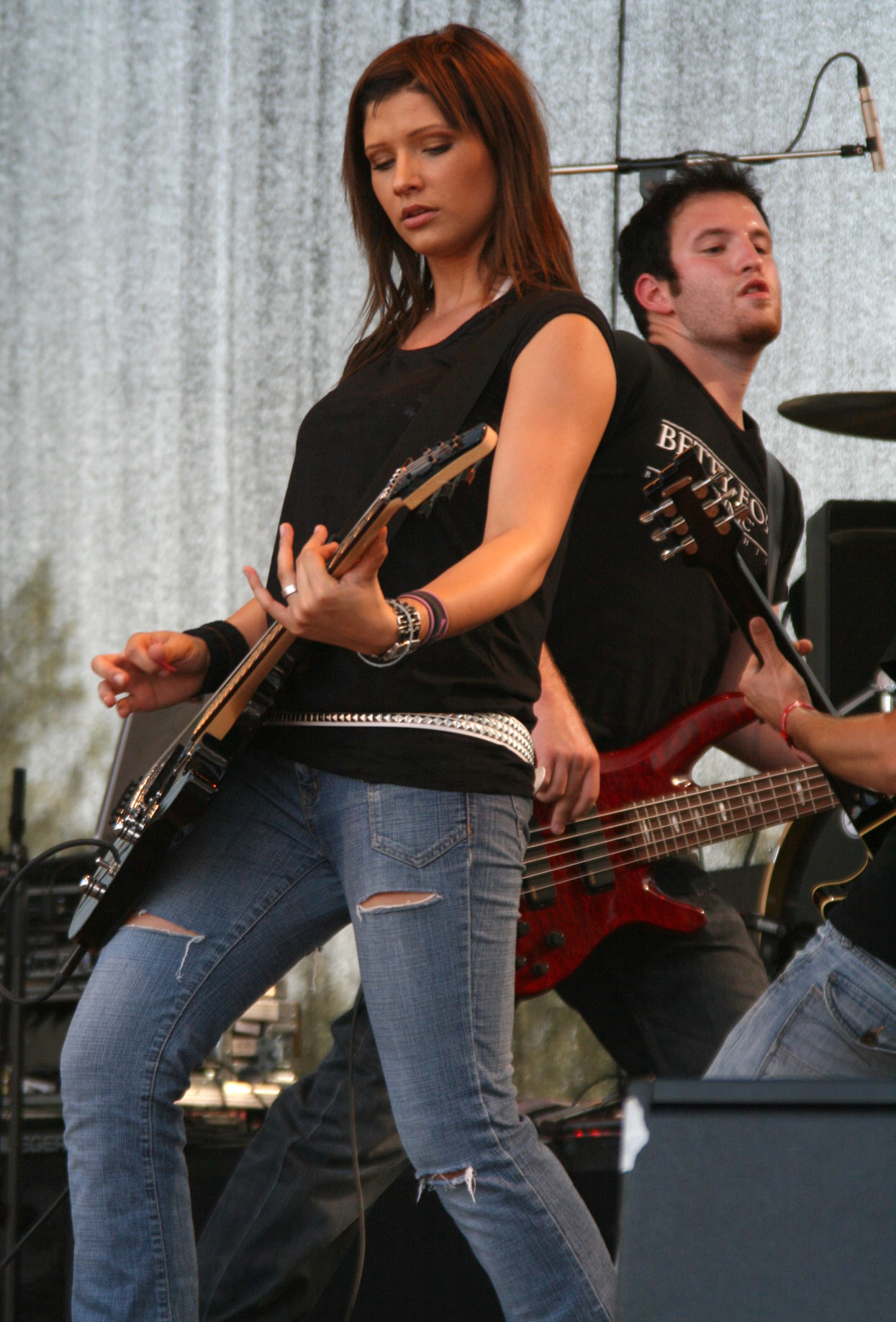
Chrissi Klug

## Diskografie

### Alba
| rok  | titul             | hitparadové místo | hitparadové místo |
| rok  | titul             | AT                | D                 |
| ---- | ----------------- | ----------------- | ----------------- |
| 2007 | Mach dich bereit! | 5                 | 68                |

### Singly
| rok  | titul                        | hitparadové místo | hitparadové místo |
| rok  | titul                        | AT                | D                 |
| ---- | ---------------------------- | ----------------- | ----------------- |
| 2005 | Super Sommer                 | 60                | –                 |
| 2006 | Super Sommer                 | 28                | 44                |
| 2006 | Vergiss mich                 | 6                 | 29                |
| 2007 | Heut Nacht                   | 31                | –                 |
| 2007 | Weil es mich nur einmal gibt | 6                 | –                 |